# Cuivre
Der Cuivre ist ein Fluss in Frankreich, der in den Regionen Bourgogne-Franche-Comté und Centre-Val de Loire verläuft. Er entspringt beim Weiler Le Chêne de la Danse im südwestlichen Gemeindegebiet von Champignelles, entwässert generell in nördlicher Richtung und mündet nach rund 23 Kilometern im Gemeindegebiet von Douchy-Montcorbon als linker Nebenfluss in die Ouanne. Unterhalb von Marchais-Beton durchquert der Cuivre eine Strecke mit mehreren Dolinen und verschwindet dort streckenweise im kalkigen Untergrund. Auf seinem Weg durchquert der Fluss die Départements Yonne und Loiret.

## Orte am Fluss
(Reihenfolge in Fließrichtung)
- La Boucardière, Gemeinde Champignelles
- Marchais-Beton, Gemeinde Charny Orée de Puisaye
- Chambeugle, Gemeinde Charny Orée de Puisaye
- Fontenouilles, Gemeinde Charny Orée de Puisaye
- Les Carats, Gemeinde Douchy-Montcorbon